# Mariano Vejar
Capitán Mariano Béjar (1829-1857) fue un militar y conspirador liberal mexicano. Nació y murió en la ciudad de Colima. Joven perteneció al Batallón militar Activo Colimense. Peleó junto a Ignacio Comonfort al lado de los liberales, pero se le dio de baja por conspirador. El 26 de agosto de 1857, en unión del Capitán José G. Rubio encabezó el motín que causó la muerte del Gobernador de Colima Manuel Álvarez en 1857. Se escondió en México pero pronto fue aprehendido, sujeto a Juicio Militar, condenado a Muerte y por consecuencia fusilado en la plaza de toros de la ciudad de Colima el 19 de octubre de 1857. Aunque la dirección del motín correspondió al General Ponce de León y al coronel Mendoza, se le atribuye a Véjar haber disparado personalmente el balazo que terminó la vida del General Álvarez.
- Datos: Q5997990